# Gerardo Gordillo
Gerardo Arturo Gordillo Olivero (ur. 17 sierpnia 1994 w mieście Gwatemala) – gwatemalski piłkarz pochodzenia włoskiego występujący na pozycji środkowego obrońcy, reprezentant Gwatemali, od 2023 roku zawodnik Comunicaciones.

## Kariera klubowa
Gordillo jest wychowankiem szkółki piłkarskiej Futeca Camp Elite. Jego ojciec, również Gerardo Gordillo, też był piłkarzem. Począwszy od wieku gimnazjalnego regularnie występował w juniorskich reprezentacjach kraju. W 2012 roku przebywał na trzytygodniowych testach w hiszpańskim Villarreal CF. Karierę piłkarską rozpoczynał w ojczyźnie w drugoligowym Antigua GFC, z którym nie podpisał jednak profesjonalnej umowy. We wrześniu 2013 został piłkarzem cypryjskiego Enosisu Neon Paralimni, w czym pomogło mu posiadane przez niego obywatelstwo włoskie (nie wliczał się do limitu graczy spoza Unii Europejskiej). Tam kilka razy znalazł się w składzie meczowym, lecz nie zdołał rozegrać żadnego oficjalnego spotkania.
W marcu 2014 Gordillo powrócił do ojczyzny, zostając graczem Deportivo Marquense. W gwatemalskiej Liga Nacional zadebiutował 12 marca 2014 w zremisowanym 1:1 spotkaniu z Comunicaciones. W lipcu 2014 wraz ze swoim rodakiem Javierem Abreu przeszedł do włoskiego czwartoligowca ASD Battipagliese, gdzie grał przez pół roku. Następnie podpisał umowę z klubem Antigua GFC, z którym jako rezerwowy zawodnik wywalczył mistrzostwo Gwatemali (Apertura 2015). Równolegle do kariery piłkarskiej ukończył studia licencjackie na kierunku zarządzania przedsiębiorstwami.
W czerwcu 2016 Gordillo przeniósł się do krajowego potentata Comunicaciones FC. Przez pierwsze pół roku występował tam w drugoligowych rezerwach o nazwie Cremas B, po czym został włączony do pierwszej drużyny. Pierwszego gola w najwyższej klasie rozgrywkowej strzelił 26 sierpnia 2017 w wygranym 2:0 meczu z Suchitepéquez. Szybko dał się poznać jako uniwersalny zawodnik, który oprócz swojej domyślnej pozycji stopera może również występować w środku pola. Zdobył z Comunicaciones wicemistrzostwo Gwatemali (Apertura 2018). W 2019 roku został wybrany do najlepszej jedenastki rozgrywek Ligi CONCACAF. Jego udane występy zaowocowały zainteresowaniem ze argentyńskiego drugoligowca CA Nueva Chicago, lecz do transferu nie doszło ze względu na zwolnienie trenera Omara Labruny.
W styczniu 2021 Gordillo ponownie wyjechał zagranicę, przenosząc się do peruwiańskiego UTC Cajamarca.

## Kariera reprezentacyjna
W lipcu 2009 Gordillo został powołany przez Antonio Garcíę do reprezentacji Gwatemali U-16 na Mistrzostwa UNCAF U-16. Jego drużyna zajęła wówczas trzecie miejsce w rozgrywkach.
Gordillo otrzymał pierwsze powołanie do reprezentacji Gwatemali U-17 już w wieku 14 lat, kiedy to w kwietniu 2009 znalazł się we wstępnym składzie na Mistrzostwa CONCACAF U-17. W lutym 2011 został powołany przez Gary′ego Stempela na Mistrzostwa CONCACAF U-17, gdzie rozegrał obydwa spotkania (wcześniej zagrał 4 razy w eliminacjach), a Gwatemalczycy odpadli z turnieju w fazie grupowej.
W lipcu 2012 Gordillo w barwach reprezentacji Gwatemali U-20 wystąpił w obydwóch meczach podczas nieudanych dla Gwatemalczyków kwalifikacji do Mistrzostw CONCACAF U-20. W marcu 2013 znalazł się w składzie na Igrzyska Ameryki Środkowej w San José, gdzie w pełnym wymiarze czasowym rozegrał wszystkie 3 spotkania. Gwatemalczycy odpadli natomiast z męskiego turnieju piłkarskiego po półfinałowej porażce z Kostaryką (1:2), zajmując czwarte miejsce.
W lipcu 2015 Gordillo został powołany przez Carlosa Ruiza na zgrupowanie reprezentacji Gwatemali U-23.
W seniorskiej reprezentacji Gwatemali Gordillo zadebiutował za kadencji selekcjonera Amariniego Villatoro, 15 października 2019 w zremisowanym 0:0 meczu towarzyskim z Bermudami.